# Ласло Падар
Ласло Падар (угор. Pádár László, 21 грудня 1943, Сентеш — 18 квітня 2020) — угорський футбольний суддя. Арбітр ФІФА у 1977—1987 роках. Жив у Сегеді.

## Кар'єра

### Футболіст
Розпочав грати у футбол воротарем, а потім був захисником у клубі Szentesi Kinizsi. Під час військової служби виступав за команду Szegedi Dózsa. Грав виключно на нижчому рівні, найвищим з яких був виступ у третьому дивізіоні, через що Ласло закінчив ігрову кар'єру у 1967 році .

### Футбольний арбітр
На прохання свого тестя Імре Дукая, колишнього арбітра другого угорського дивізіону, він закінчив суддівські курси у 1967 році. Отримавши необхідний досвід інспекторів, з 1972 року він судив матчі другого дивізіону Угорщини, а з 1975 року і матчі вищого дивізіону країни. В сезоні 1977/788 він зміг провести 22 матчі. Загалом у першій лізі відпрацював 174 матчі, останній — 5 червня 1988 року. Також 1978 року був головним арбітром на матчі фіналу Кубка Угорщини.
1977 року отримав статус арбітра ФІФА. Працював на матчах відбору до чемпіонатів світу 1982 та 1986 років та чемпіонатів Європи 1980 та 1984 років. Також судив матчі молодіжних чемпіонатів світу 1979 року у Японії та 1985 року в СРСР. Як боковий арбітр працював на фіналі Кубка володарів кубків 1979 року під керівництвом свого співвітчизника Кароя Палотаї.
Він попрощався з міжнародним суддівством у 1987 році, коли досяг 45 років. Кількість міжнародних матчів — 48.